# Eriocaulon reitzii
Eriocaulon reitzii är en gräsväxtart som beskrevs av Harold Norman Moldenke och Lyman Bradford Smith. Eriocaulon reitzii ingår i släktet Eriocaulon och familjen Eriocaulaceae. Inga underarter finns listade i Catalogue of Life.